# Ulea
Ulea é um município da Espanha na província e comunidade autónoma de Múrcia. Tem 42,5 km² de área e em 2021 tinha 866 habitantes (densidade: 20,4 hab./km²).

## Demografia
| Variação demográfica do município entre 1991 e 2004 | Variação demográfica do município entre 1991 e 2004 | Variação demográfica do município entre 1991 e 2004 | Variação demográfica do município entre 1991 e 2004 |
| --------------------------------------------------- | --------------------------------------------------- | --------------------------------------------------- | --------------------------------------------------- |
| 1991                                                | 1996                                                | 2001                                                | 2004                                                |
| 1073                                                | 1010                                                | 970                                                 | 989                                                 |